# Nambu Bus Terminal (metropolitana di Seul)
Nambu Bus Terminal (남부버스터미널역 - 南部버스터미널驛, Nambu Bus Terminal-yeok) è una stazione della metropolitana di Seul servita dalla linea 3 della metropolitana di Seul. Si trova nel quartiere di Seocho-gu e collega alla rete metropolitana della città il terminal bus meridionale di Seul.

## Linee
Seoul Metro
● Linea 3 (Codice: 341)

## Struttura
La fermata della linea 3 è costituita da due marciapiedi laterali situati al terzo piano interrato, con due binari passanti protetti da porte di banchina. Sono presenti due mezzanini, uno per direzione, e una volta entrati non è possibile cambiare la direzione.
| Direzione Daehwa | ● Linea 3 | per Express Bus Terminal, Jongno 3-ga, Gyeongbokgung, Yeonsinnae, Gupabal, Daegok e Daehwa |
| Direzione Ogeum  | ● Linea 3 | per Yangjae, Suseo e Ogeum                                                                 |

## Stazioni adiacenti
| «       | Servizio | »       |
| Linea 3 | Linea 3  | Linea 3 |
| ------- | -------- | ------- |
| Gyodae  | -        | Yangjae |